# Prototyp (návrhový vzor)
Návrhový vzor Prototype patří do rodiny tzv. creational design patterns (vytvářecí návrhové vzory).
Používá se, když je vytváření instance třídy velmi časově náročné nebo nějak výrazně složité. Potom je výhodnější než náročně vytvářet mnoho instancí, vytvořit jednu a ostatní objekty z ní naklonovat. Může být také použit když jsou potřeba třídy, které se liší pouze v tom, jaké zpracování nabízejí.
Klonování se provádí implementací speciální metody, která vytvoří klon aktuálního objektu. Metoda může využívat systémové metody pro klonování (viz níže) nebo může objekt vytvářet jiným způsobem. Také může obsahovat další operace s objektem (změnu některých dat a vlastností objektu).
Obdobnou funkčnost může také poskytovat tovární metoda, která je jednodušší na implementaci.
Standardní výsledek klonování je tzv. mělká kopie (pokud je v objektu odkaz na další objekt, zkopíruje se pouze reference). Pro získání tzv. hluboké kopie (nekopírují se pouze reference, ale celé objekty) je možné buď takovou funkcionalitu integrovat od implementace metody clone objektu nebo se vytváří nová metoda deepClone.[zdroj?]

## Význam použití návrhového vzoru Prototype
Použitím návrhového vzoru Prototype je možné přidávat a odebírat třídy za běhu klonováním, kdykoliv je potřeba. Je možné korigovat vnitřní data v závislosti na stavu programu. Je také možné specifikovat nové objekty, bez množení struktur tříd a dědičnosti.
Třídy, které mají zacyklené reference na další objekty nemohou být klonovány.
Využívá se i tzv. registr Prototypů (podobně jako registr Singletonů), kdy klonování obstarává registr a program se dotazuje registru.
Jak bylo zmíněno, při klonování může být vyžadováno měnit některá data v závislosti na požadavcích programu. Pokud je taková potřeba očekávána, měla by třída implementovat také metody na práci s daty objektu – číst a přiřazovat hodnoty do atributů objektu.

## Klonování
Výhodou klonování je, že program může pracovat s daty a různě je upravovat bez obav, že to ovlivní další části programu. To se může hodit např. při vracení interního pole (či kontejneru).

## Implementace

### Java
Klonování v jazyku Java je řešeno pomocí metody “clone”. Metoda vždy vrací objekt typu “Object”. Pro metodu “clone” existují tři významná omezení:
1. Je to metoda s přístupem “protected”. To znamená, že může být zavolána pouze v rámci třídy nebo z modulu, který třídu obsahuje.
2. Je možné klonovat pouze objekty, které implementují interface “Clonable”.
3. Objekt, který není možné klonovat, vyhodí výjimku CloneNotSupported.

Výsledek klonování by měl splňovat následující podmínky:
1. obj.clone() != obj
2. obj.clone().equals(obj)
3. obj.clone().getClass() == obj.getClass()

Potíž v implementaci návrhového vzoru Prototype v jazyce Java je, že pokud už třída existuje, nemusí být možné implementovat metody clone nebo deepClone. Speciálně metodu deepClone může být obtížné implementovat, pokud není možné deklarovat všechny objekty v třídě tak, aby implementovaly interface Serializable.
```
/**

 * Prototype Class

 */

abstract
 
class
 
PrototypeFactory
 
implements
 
Cloneable
 
{

    
public
 
PrototypeFactory
 
clone
()
 
throws
 
CloneNotSupportedException
 
{

        
// call Object.clone()

        
PrototypeFactory
 
copy
 
=
 
(
PrototypeFactory
)
 
super
.
clone
();

        
//In an actual implementation of this pattern you might now change references to

        
//the expensive to produce parts from the copies that are held inside the prototype.

        
return
 
copy
;

    
}

 

    
abstract
 
void
 
prototypeFactory
(
int
 
x
);

 

    
abstract
 
void
 
printValue
();

}

 

/**

 * Concrete Prototypes to clone

 */

class
 
PrototypeImpl
 
extends
 
PrototypeFactory
 
{

    
int
 
x
;

 

    
public
 
PrototypeImpl
(
int
 
x
)
 
{

        
this
.
x
 
=
 
x
;

    
}

 

    
void
 
prototypeFactory
(
int
 
x
)
 
{

        
this
.
x
 
=
 
x
;

    
}

 

    
public
 
void
 
printValue
()
 
{

        
System
.
out
.
println
(
"Value :"
 
+
 
x
);

    
}

}

 

/**

 * Client Class

 */

public
 
class
 
PrototypeExample
 
{

 

    
private
 
PrototypeFactory
 
example
;
 
// Could have been a private Cloneable example.

 

    
public
 
PrototypeExample
(
PrototypeFactory
 
example
)
 
{

        
this
.
example
 
=
 
example
;

    
}

 

    
public
 
PrototypeFactory
 
makeCopy
()
 
throws
 
CloneNotSupportedException
 
{

        
return
 
this
.
example
.
clone
();

    
}

 

    
public
 
static
 
void
 
main
(
String
 
args
[]
)
 
{

        
try
 
{

            
PrototypeFactory
 
tempExample
 
=
 
null
;

            
int
 
num
 
=
 
1000
;

            
PrototypeFactory
 
prot
 
=
 
new
 
PrototypeImpl
(
1000
);

            
PrototypeExample
 
cm
 
=
 
new
 
PrototypeExample
(
prot
);

            
for
 
(
int
 
i
 
=
 
0
;
 
i
 
<
 
10
;
 
i
++
)
 
{

                
tempExample
 
=
 
cm
.
makeCopy
();

                
tempExample
.
prototypeFactory
(
i
 
*
 
num
);

                
tempExample
.
printValue
();

            
}

        
}
 
catch
 
(
CloneNotSupportedException
 
e
)
 
{

            
e
.
printStackTrace
();

        
}

    
}

}

```

### PHP
```
<?php

class
 
SubObject

{

    
static
 
$instances
 
=
 
0
;

    
public
 
$instance
;

    
public
 
function
 
__construct
()
 
{

        
$this
->
instance
 
=
 
++
self
::
$instances
;

    
}

    
public
 
function
 
__clone
()
 
{

        
$this
->
instance
 
=
 
++
self
::
$instances
;

    
}

}

class
 
MyCloneable

{

    
public
 
$object1
;

    
public
 
$object2
;

    
function
 
__clone
()

    
{

        
// Force a copy of this->object, otherwise

        
// it will point to same object.

        
$this
->
object1
 
=
 
clone
 
$this
->
object1
;

    
}

}

$obj
 
=
 
new
 
MyCloneable
();

$obj
->
object1
 
=
 
new
 
SubObject
();

$obj
->
object2
 
=
 
new
 
SubObject
();

$obj2
 
=
 
clone
 
$obj
;

print
(
"Original Object:
\n
"
);

print_r
(
$obj
);

print
(
"Cloned Object:
\n
"
);

print_r
(
$obj2
);

?>

```

### Python
```
import
 
copy

 

#

# Prototype Class

#

class
 
Cookie
:

    
def
 
__init__
(
self
,
 
name
):

        
self
.
name
 
=
 
name

 
    
def
 
clone
(
self
):

        
return
 
copy
.
deepcopy
(
self
)

 

#

# Concrete Prototypes to clone

#

class
 
CoconutCookie
(
Cookie
):

    
def
 
__init__
(
self
):

        
Cookie
.
__init__
(
self
,
 
'Coconut'
)

 

#

# Client Class

#

class
 
CookieMachine
:

    
def
 
__init__
(
self
,
 
cookie
):

        
self
.
cookie
 
=
 
cookie

 
    
def
 
make_cookie
(
self
):

        
return
 
self
.
cookie
.
clone
()

 

if
 
__name__
 
==
 
'__main__'
:

    
prot
 
=
 
CoconutCookie
()

    
cm
 
=
 
CookieMachine
(
prot
)

 
    
for
 
i
 
in
 
xrange
(
10
):

        
temp_cookie
 
=
 
cm
.
make_cookie
()

```

## Empirická pravidla (rules of thumb)
Někdy se návrhové vzory překrývají – jsou případy, kdy Prototyp ani Abstraktní továrna nebude vhodné použít. Jindy zase doplňují jeden druhý: Abstraktní továrna může ukládat sadu Prototypů, ze kterých se klonuje a vracejí se objekty (GoF, p126)[zdroj?]. Abstraktní továrna, Stavitel a Prototyp mohou použít při implementaci Jedináčka (Singleton) (GoF, p81, 134). Abstraktní továrna je často implementována s Tovární metodou (vytváření přes dědičnost), ale mohou být také vytvořeny pomocí Prototypu (vytváření přes pověření). (GoF, p95)[zdroj?]
Často začnou programátoři používat Tovární metodu (jednodušší, více přizpůsobitelná) a následně se vyvine v Abstraktní továrnu, Prototyp nebo Stavitele (pružnější, komplexnější) poté, co programátor zjistí, kde je potřeba více flexibility (GoF, p136)[zdroj?].
Rozdíl mezi Prototypem a Tovární metodou je, že Prototyp nevyžaduje dědění tříd, vyžaduje ale úvodní inicializaci. Naopak Tovární metoda vyžaduje dědění tříd, nevyžaduje inicializaci (GoF, p116)[zdroj?].
Z Prototypu může mít užitek i design, který hojně využívá vzory Strom a Dekorátor. (GoF, p126)[zdroj?]
Pokud budete potřebovat zavolat metodu clone() na objektu, když budete chtít vytvořit další objekt při běhu, který je skutečnou kopií objektu, který klonujete. Skutečná kopie znamená, že všechny atributy nově vytvořeného objektu by měly být stejné, jako u původního. Pokud by byla třída vytvořena pomocí klíčového slova “new”, měl by objekt všechny hodnoty s výchozími hodnotami. Např. pokud navrhujete systém pro bankovní operace, budete chtít vytvořit kopii objektu, který udržuje informace o vašem účtu, provést na něm požadované operace a potom jím přepsat původní objekt. V tomto případě budete chtít použít metodu clone() místo “new”.[zdroj?]